# Onofrio Carruba
Onofrio Carruba (21 dicembre 1930 – 22 settembre 2016) è stato un linguista e orientalista italiano.

## Biografia
Dopo aver svolto attività di ricerca in diverse università tra il 1954 e il 1964, divenne professore di Anatolistica. Dal 1976 è professore all'Università degli Studi di Pavia. Nel 2006/2007 diviene professore emerito.
Onofrio Carruba si è occupato di linguistica indo-europea e anatolica, oltre che di storia e filologia.

## Onorificenze
Dal 1961 al 1963 è stato borsista alla Alexander von Humboldt-Stiftung, lavorando presso Johannes Friedrich a Berlin ed Erich Neu a Bochum. Nel 1976 ha ricevuto il premio dell'Accademia Nazionale dei Lincei per la linguistica. Nel 2006 ha ricevuto la Medaglia d'oro dell'Università di Pavia.

## Membro di Associazioni
- Indogermanische Gesellschaft
- Deutsche Orient-Gesellschaft
- British Institute of Archaeology at Ankara
- Istituto per l'Oriente „C. Nallino“, Roma
- Società Italiana di Glottologia
- Sodalizio Glottologico Milanese
- Centro di Studi Camito-Semitici, Milano

## Opere principali
- Das Beschwörungsritual für die Göttin Wisurijanza. Wiesbaden 1966 (StBoT 2)
- Das Palaische. Texte, Grammatik, Lexikon. Wiesbaden 1970 (StBoT 10).
- „Beiträge zum Luwischen“. Serta indogermanica, Festschrift für G. Neumann, hrsg. von J.Tischler. Innsbruck 1982, 35-51. (IBS 40)
- „Ahhija e Ahhijawa, la Grecia e l'Egeo“, in Studio historiae ardens. Ancient Near Eastern Studies Presented to Philo H.J. Houwink ten Cate on the Occasion of his 65th Birthday, ed. by Th.P.J. van den Hout & J. de Roos. Istanbul 1995,7-21
- Anittae res gestae. Pavia 2003. (=StMed 13 – Series Hethaea 1).